# Halimba
Halimba község Veszprém vármegyében, az Ajkai járásban. Területén jó minőségű és nagy mennyiségű krétakori bauxittelepeket fedeztek fel, amelyek kitermelése 2013. február végén befejeződött.

## Fekvése
A Bakony délnyugati lábánál fekvő település, alatta húzódik a Dunántúl egyik legjelentősebb karsztvíz-bázisa. Északkeletről Ajka-Padragkút, nyugatról Szőc, déli irányból Taliándörögd község határolja. Megközelíthető az Ajka és Nagyvázsony között húzódó 7309-es útról Ajka-Padragkútnál nyugati irányba leágazó, jó minőségű, 7315-ös számú úton. A község az Ajka és Sümeg között közlekedő, menetrend szerinti autóbusz-járatokkal is elérhető.

## Története
A község közelében honfoglalás előtti időkből csiszolt kőbaltát, kelta sírokat és 
római kori szarkofágot találtak. A település nyugati részén elterülő Cseres dűlőben nagy kiterjedésű, közvetlen a honfoglalást követő időszakra beazonosított temetőt tártak fel, ahol 900 csontvázas sírt találtak. Az ásatások során a sírokból nagy mennyiségű, az Árpád-házi királyok korából származó pénzérme került elő, melyek közül korban az utolsó II. Béla király dénárja volt.
Első írásos említése (Helymba) 1329-ből származik, amikor a közeli Csékút hűbéri birtokos Essegvári családjának tulajdonában volt. A név eredetére vonatkozóan két vélemény ismeretes (mindkettő szláv eredetre utal). Az egyik szerint személynévből ered, míg as másik a töltés, gát, zsilip, cataracta jelentésű chleba szóból.
A török hódoltság idején a falu teljesen elnéptelenedett. 1730 táján az eredeti lakosság és az újonnan betelepültek népesítették be a falu területét.
A község életében jelentős állomás volt az, hogy határában bauxitot fedeztek fel és 1920. április 17-én Zalatnay Stürmer József és társa kutatási engedélyt kapott. A bauxit kitermelését 1926-ban a svájci AJAG cég kezdte meg. A második világháború idején német–magyar vállalat, a háborús jóvátételként vált magyar–szovjet közös vállalattá (MASZOBAL), s így folytatta a bauxitkitermelést. Az 1960-as években az erre a célra alapított önálló vállalat a Bakonyi Bauxitbányák Vállalat volt.
A vállalat székhelyét és telephelyét, a kiszolgáló üzemeket a község lakott területének közelében alakította ki. Ekkor a település belterületén lakótelep, munkásszálló is épült. A kitermelt bauxit továbbszállítására a közeli Ajkáról vasúti szárnyvonalat építettek a timföldgyárba, illetve a Csepel-Szabadkikötőbe történő szállítás érdekében. A vasútvonalon személyszállítás is folyt. Az 1970-es években a vállalat székhelyét Tapolcára telepítették át, a vasútvonalat felszámolták. Az ajkai timföldgyárba külön erre a célra épített üzemi úton történt a bauxit szállítása. A község területén kisebb külszíni fejtés, és főleg lejtaknás (Cseres II.)-, függőaknás (Halimba III.) mélyművelés folyt. A Halimba III. nevű bányaüzem a községnek és a környező településeknek jó minőségű ivóvizet is szolgáltatott.

## Közélete

### Polgármesterei
- 1990–1994: Galler Mihályné (független)[4]
- 1994–1998: Ghiczy László (független)[5]
- 1998–2000: Ghiczy László (független)[6]
- 2001–2002: Tóbel János (független)[7][8]
- 2002–2006: Tóbel János (független)[9]
- 2006–2010: Tóbel János (független)[10]
- 2010–2014: Tóbel János (független)[11]
- 2014–2019: Tóbel János (független)[12]
- 2019–2024: Kovácsné Véber Eszter (független)[13]
- 2024– : Kovácsné Véber Eszter (független)[1]

A településen 2001. április 8-án időközi polgármester-választást tartottak, az előző polgármester lemondása miatt.

## Népesség
A település népességének változása:
| Lakosok száma | 1142 | 1138 | 1117 | 1133 | 1127 | 1135 | 1149 | 1093 | 1100 | 1152 |
|               | 2013 | 2014 | 2015 | 2016 | 2017 | 2018 | 2021 | 2022 | 2023 | 2024 |

A 2011-es népszámlálás során a lakosok 81,1%-a magyarnak, 1% németnek, 1% cigánynak mondta magát (18,8% nem nyilatkozott; a kettős identitások miatt az végösszeg nagyobb lehet 100%-nál). A vallási megoszlás a következő volt: római katolikus 56,7%, református 3,3%, evangélikus 2,6%, görögkatolikus 0,1%, felekezeten kívüli 9,2% (27,3% nem nyilatkozott).
2022-ben a lakosság 88,2%-a vallotta magát magyarnak, 1% cigánynak, 0,2% németnek, 0,2% ruszinnak, 0,1% szlováknak, 1,2% egyéb, nem hazai nemzetiségűnek (11,7% nem nyilatkozott; a kettős identitások miatt a végösszeg nagyobb lehet 100%-nál). Vallásuk szerint 42,9% volt római katolikus, 2,7% evangélikus, 2,4% református, 0,2% egyéb keresztény, 1% egyéb katolikus, 11,6% felekezeten kívüli (39,1% nem válaszolt).

## Nevezetességei
1820-ban épült meg klasszicista stílusban egy udvarház, ami ma kultúrház. A legendássá vált dr. Szalai Miklós esperes-plébános a község szülötte füves emberként itt kezdte működését 1950 környékén. Kezdetben orvosi vélemények alapján egyénekre szabott gyógytea keverékeket állított össze. Később az ő tudománya alapján hozták létre a Halimbárium néven ismertté vált és forgalmazott gyógytea féleségeket. A könyv, amit írt szintén a községről kapta a nevét: Halimbai füves könyv címen jelent meg. Dr. Szalai Miklós munkájáról és működésének bemutatásáról emlékkiállításon gondoskodnak. A kiállítás mellett gyógynövénykertet is fenntartanak. Az általános iskola 1996-tól viseli az esperes nevét.

## Nevezetes személyek
- Itt született 1932. július 25-én Major Anna dramaturg, rádiós szerkesztő.

## Régi mondások, falucsúfolók a településről
- Halimbán agyonlűtték a szómakazót.[17] [A mondás eredete tisztázatlan.][18]